# Batallones de Infantería de Reacción Inmediata
Los Batallones de Infantería de Reacción Inmediata (BIRI) fueron creados durante la década de 1980 con la misión de ser los principales luchadores contra los grupos del Frente Farabundo Martí para la Liberación Nacional (FMLN) durante la guerra civil de El Salvador.

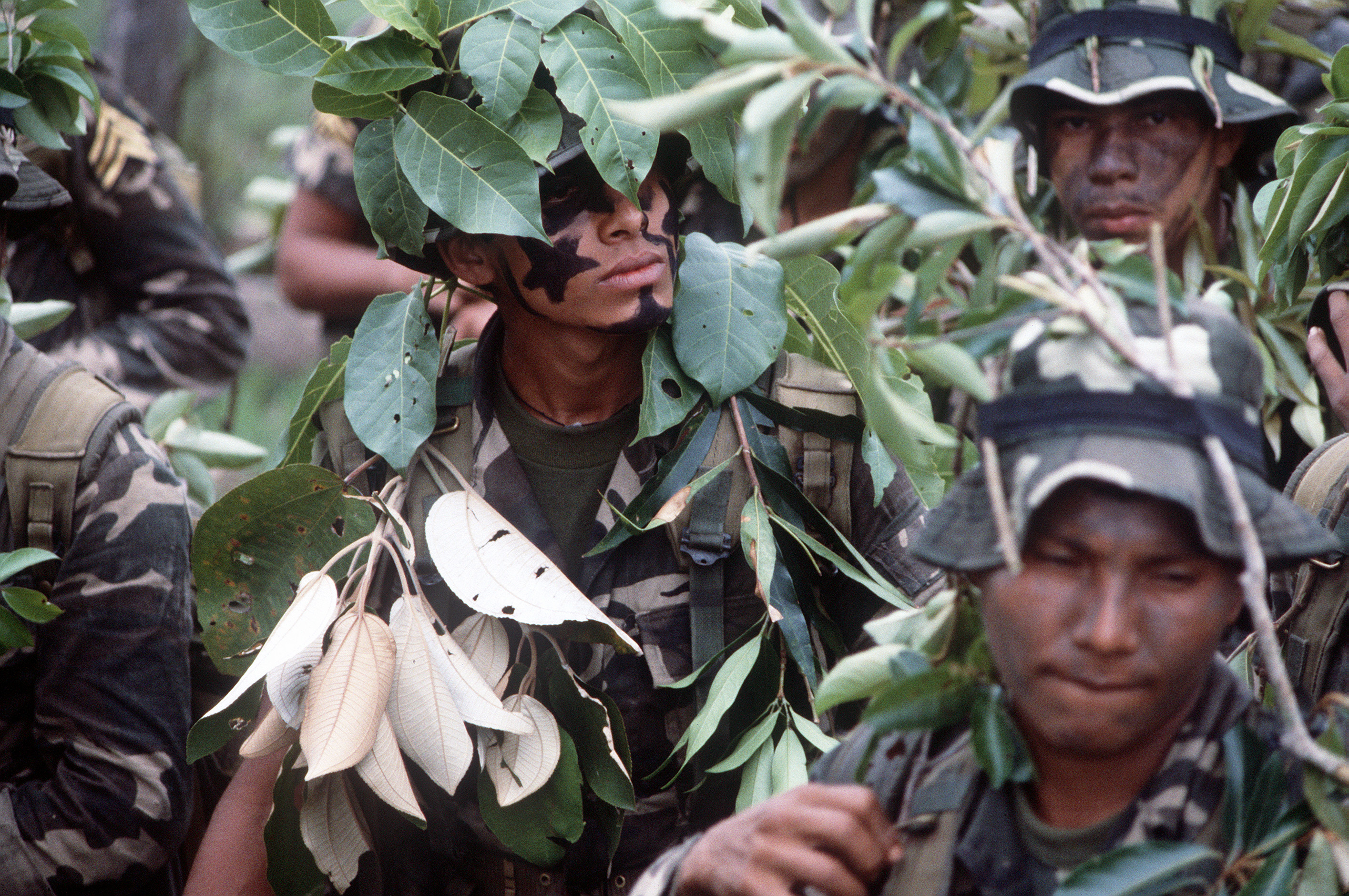
BIRI Atlácatl.

Los BIRI estaban equipados con fusiles M16-A1, además estaban conformados por 7 unidades militares: 5 compañías de fusileros, 1 compañía de mando y servicio, 1 compañía de armas de apoyo, 1 escuadrón de reconocimiento.
En 1992 por causa de los Acuerdos de Paz de Chapultepec fueron disueltos los BIRI.
Los Batallones de Infantería de Reacción Inmediata eran: 
- BIRI Atlácatl, fundado en marzo de 1981 y entrenado en el Fuerte Bragg.[1]
- BIRI Ramón Belloso
- BIRI Atonal, creado en diciembre de 1981 y entrenado en el Fuerte Benning.[1]
- BIRI Eusebio Bracamonte
- BIRI Manuel José Arce[BRI ARCE]